# Callionima falcifera
Callionima falcifera är en fjärilsart som beskrevs av Gehlen. 1943. Callionima falcifera ingår i släktet Callionima och familjen svärmare. Inga underarter finns listade i Catalogue of Life.

## Beskrivning

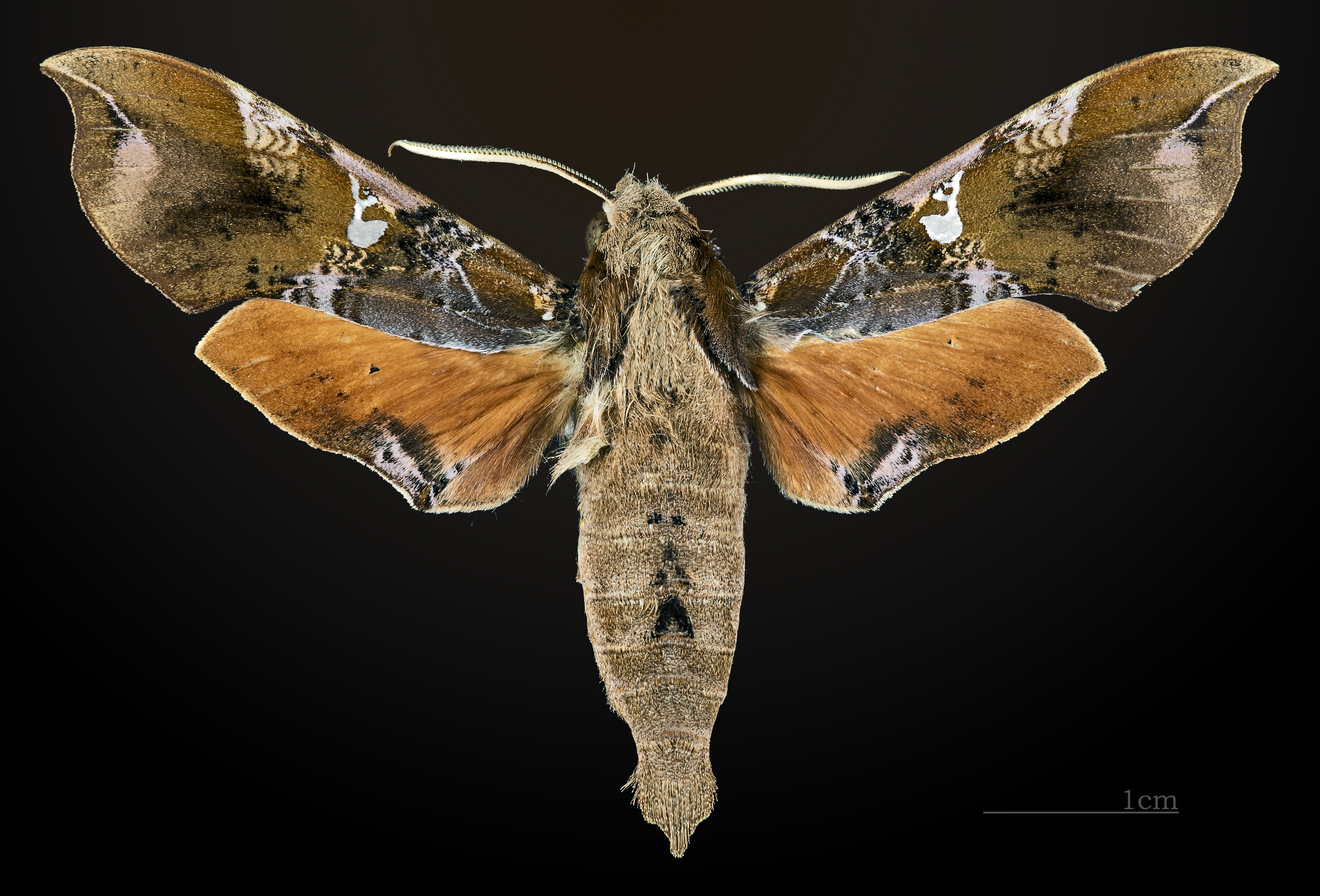
♂
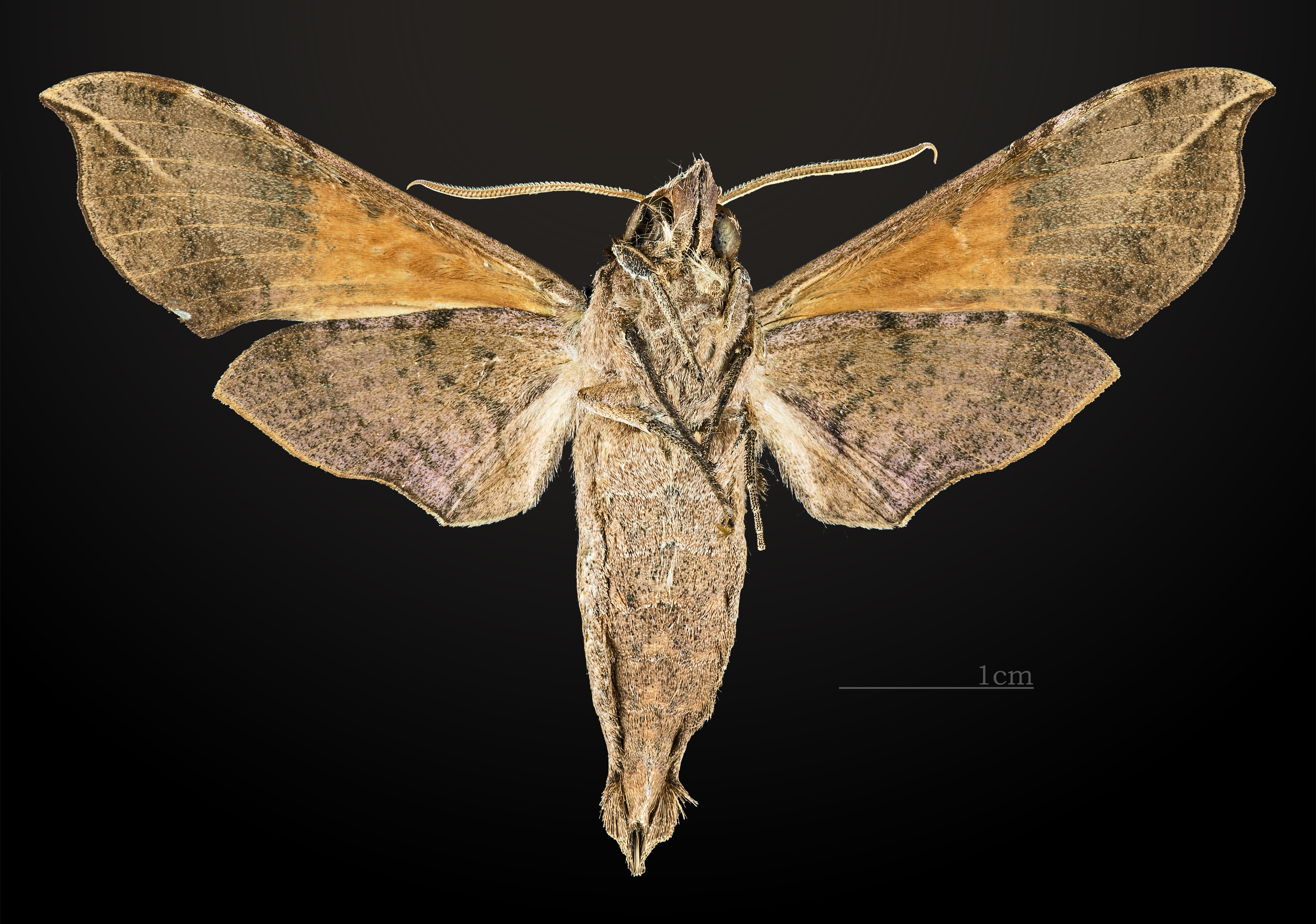
♂ △
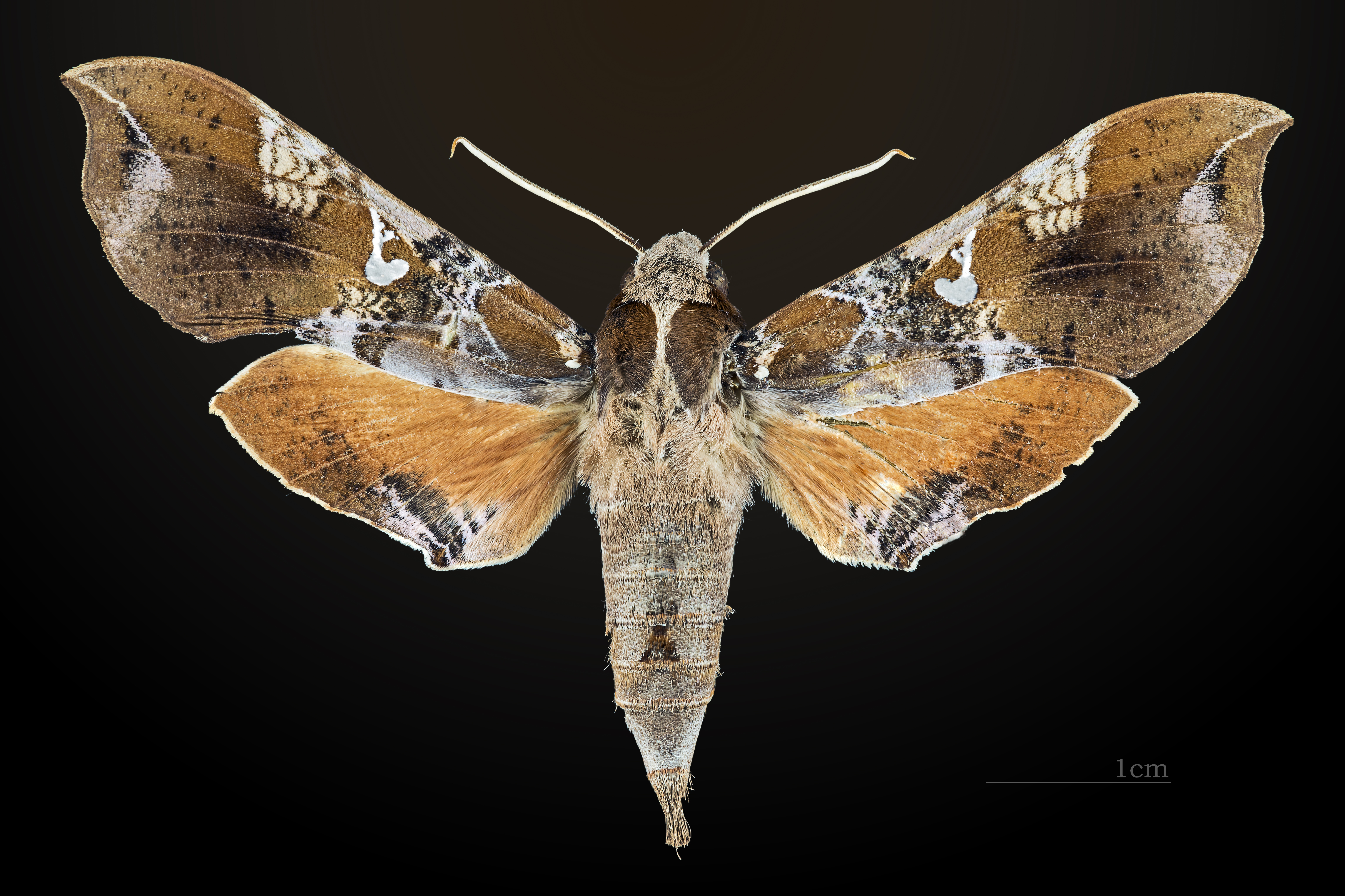
♀
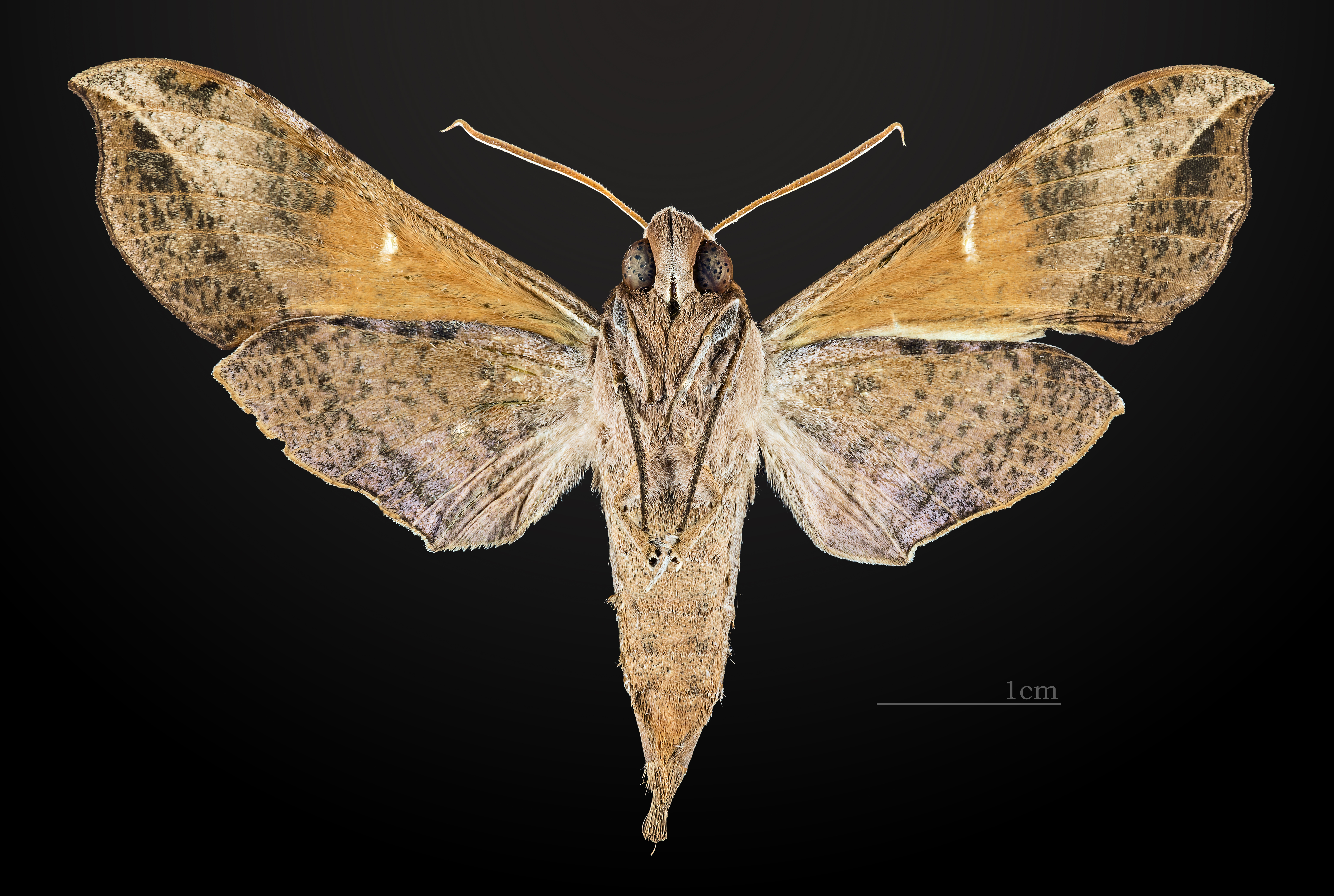
♀ △